# 炮团侗族苗族乡
炮团侗族苗族乡，是中华人民共和国湖南省怀化市会同县下辖的一个乡镇级行政单位。

## 行政区划
炮团侗族苗族乡下辖以下地区：
炮团村、中心场村、梨子寨村、快团村、半坡塘村、洪头塘村、王家盘村、新地坪村、岩头坪村、主山冲村、阳湾团村和饭香运村。